# Împăratul Wu din dinastia Han

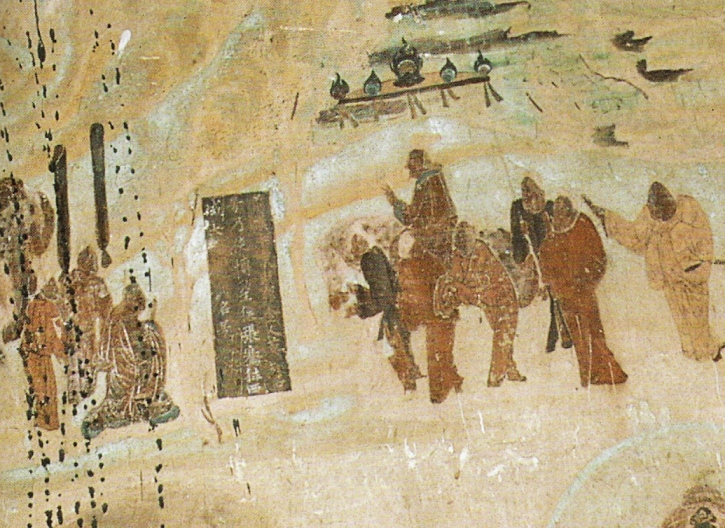
Împăratul Wu trimiţându-l pe Zhang Qian în Asia Centrală 138–126 î.Hr., Pictură murală din Peșterile Mogao, 618–712.

Împăratul Wu din dinastia Han (n. 7 iunie 156 î.Hr., Chang'an⁠(d), Dinastia Han – d. 29 martie 87 î.Hr., Chang'an⁠(d), Dinastia Han), în unele surse cunoscut ca U di,  a fost unul din cei mai importanți împărați ai Chinei și al șaptelea din dinastia Han.

## Genealogie
- Impărăteasa Chen dim clanul Chen
- Impărăteasa Xiaowusi din clanul Wei,conoscută ca Wei Zigu
  - Prințesa Cea Mare Wei
  - Prințesa Zhuyi
  - Prințesa Shiyi
  - Liu Ju,Prințul Moștenitor
- Doamna Li din clanul Li
  - Liu Bo,Prințul Ai din Changyi
- Doamna Guoyi din clanul Zhao
  - Liu Fuling,Impăratul Xiaozhao
- Concubină din clanul Wang
- Liu Hong,Prințul Huai din Qi
- Doamna Li fin clanul Li
  - Liu Dan,Prințul La din Yan
  - Liu Xu,Prințul Li din Guangling
- Necunoscut:
  - Prințesa Eiyi
  - Prințesa Yi'an

## Biografie
La naștere a purtat numele de Liu Che, și a urcat pe tron în 141 î.Hr., având avut o domnie lungă de 54 de ani. A preluat tronul de la tatăl său Han Jingdi care prin înăbușirea revoltei "Celor șapte State" (154 î.Hr.) a reușit centralizarea puterii statului. În timpul domniei sale confucianismul a fost sprijinit puternic, fiind ridicat la rangul de filozofie oficială a statului, devenind obligatorie în administrație. Prin această măsură s-a combătut alchimia taoistică, două curente filozofice ce s-au combătut vehement. În aceeași perioadă apare Budismul, dar care devine o religie oficială numai în anul 65 î.Hr. în timpul domniei lui Han Mingdi.
În timpul domniei lui Wu, au fost purtate numeroase războaie, imperiul extinzându-se până la Tarim și Valea Ferghana (102 î.Hr.–101 î.Hr.), Vechiul Joseon (108 î.Hr.) iar în sudul Chinei expansiunea a culminat cu cucerirea Cantonului (111 î.Hr.), până la granița cu Vietnam. Succesele din aceste războaie in special din sudul Chinei au contribuit la consolidarea statului chinez și creșterea populației. Această extindere teritorială a dus la înlesnirea contactelor comerciale ca de exemplu cu Iranul și alcătuirea unei vederi geografice mai largi. 
Politica lui externă s-a concentrat mai ales asupra apărării contra triburilor nomade Xiongnu sau denumiți și Hsiung-nu care efectuau invazii asiatice iar prin intermediul trimisului său Zhang Qians a obținut o alianță cu tribul Yuezhi. De asemenea s-a acordat o mare importanță a creșterii cailor, element important pentru dezvoltarea cavaleriei, acțiune ce își arată roadele în 119 î.Hr., prin înfrângerea suferită de Xiongnu.
Politica externă a lui Wudi a costat foarte mult, ceea ce a dus la creșterea impozitelor. Ramura principală a economiei a fost extragerea fierului și sării care a devenit la fel monopol de stat. Sărăcirea păturilor sociale inferioare, precum și luptele interne pentru putere a urmașilor săi a contribuit mai târziu la apusul acestei dinastii.